# Metabolómica
La metabolómica es el estudio científico de los procesos químicos que involucran metabolitos. Específicamente, la metabolómica es el "estudio sistemático de las huellas únicas que dejan los procesos celulares específicos en su paso", es decir, el estudio del perfil de los metabolitos (moléculas pequeñas) de una muestra biológica. El metaboloma representa la colección de todos los metabolitos en una célula, tejido, órgano u organismo que son producto de los procesos celulares. El análisis de los datos de la expresión génica de ARN mensajero y de proteómica revela el conjunto de productos génicos que se están produciendo en la célula y son datos que representan una sola faceta de la función celular. Por el contrario, el perfilado metabólico ayuda a obtener una captura instantánea de la fisiología de la célula. Uno de los retos de la biología de sistemas y la genómica funcional es integrar la información de la proteómica, transcriptómica y metabolómica para proveer un mejor entendimiento de la biología celular.

## Orígenes
La idea de que los fluidos biológicos reflejan la salud de los individuos ha existido durante un largo tiempo. Los antiguos médicos en China usaban hormigas para la evaluación de la orina de pacientes con el fin de monitorizar altos niveles de glucosa y así detectar diabetes. En la edad media, se usaban "tablas de orina" para asociar los colores, sabores y olores de la orina a diferentes condiciones médicas, que son de origen metabólico.
El concepto de que los individuos podrían tener un "perfil metabólico" que podría estar reflejado en la constitución de sus fluidos biológicos fue introducido por Roger Williams a finales de la década de los 40, quien usó la  cromatografía en papel para sugerir que había patrones metabólicos característicos en la orina y saliva que estaban asociados con enfermedades como la esquizofrenia. Sin embargo sólo a través de avances tecnológicos en los años 60 y 70 fue que se volvió plausible medir los perfiles metabólicos de manera cuantitativa (y no cualitativa). El término "perfil metabólico" fue introducido por Horning y sus colaboradores en 1971 después de que demostraran que la cromatografía de gases-espectrometría de masas (método CG-EM) podía ser usada para medir compuestos presentes en orina y tejidos humanos. A lo largo de los 70, el grupo de Horning, junto con los de Linus Pauling y Arthur B. Robinson se encargaron del desarrollo del método CG-EM para monitorear los metabolitos presentes en la orina.
En esa misma época, la espectroscopía RMN, descubierta en los años 40, estaba avanzando rápidamente. En 1974, Seeley et al. demostraron la utilidad de usar la espectroscopía RMN para detectar metabolitos en muestras biológicas inalteradas. Este primer estudio en músculo remarcó el valor de la espectroscopía RMN en el descubrimiento de que el 90% del ATP celular está acomplejado con magnesio. Conforme ha aumentado la sensibilidad con la evolución de fuerzas de campos magnéticos superiores y giró de ángulo mágico, la RMN continúa siendo una herramienta analítica prominente para investigar el metabolismo. Esfuerzos recientes para utilizar la espectroscopía RMN para la metabolómica han sido conducidos por Jeremy K. Nicholson en el Birkbeck College y en el Imperial College London. En 1984, Nicholson mostró que la espectroscopía RMN tiene el potencial para su uso en el diagnóstico de la diabetes mellitus, y luego empezó la aplicación de métodos de reconocimiento de patrones para datos de espectroscopía RMN.
En el 2005, la primera base de datos de metabolómica para la caracterización de metabolitos humanos, METLIN, fue desarrollada en el laboratorio Siuzdak en el Scripps Research Institute, conteniendo más de 10,000 metabolitos y datos de espectros de masa. Para septiembre de 2012, METLIN contiene más de 60,000 metabolitos y es el repositorio más grande de datos de espectros de masa en el campo de la metabolómica.
El 23 de enero de 2007, el proyecto del metaboloma humano, liderado por el Dr. David Wishart de la Universidad de Alberta, Canadá, completó el primer borrador del metaboloma humano, consistiendo de una base de datos de aproximadamente 2500 metabolitos, 1200 drogas y 3500 compuestos alimenticios. Proyectos similares se han llevado a cabo en varias especies de plantas, particularmente Medicago truncatula y Arabidopsis thaliana.
Para mediados de la década de 2010, la metabolómica todavía se considera como un "campo emergente".  Además, se ha declarado que el futuro progreso en este campo depende en gran parte, en trabajar los llamados "retos técnicos irresolubles" a través de la evolución técnica de la instrumentación de la espectrometría de masas.

## Metaboloma
El metaboloma se refiere al conjunto completo de los metabolitos de una molécula pequeña (como pueden ser intermediarios metabólicos, metabolitos secundarios, hormonas y otras moléculas de señalización) que se pueden encontrar dentro de una muestra biológica, como un organismo. La palabra se acuñó en forma de analogía con la transcriptómica y la proteómica; así como el transcriptoma y el proteoma, el metaboloma es dinámico, cambiando a cada segundo. Aunque el metaboloma puede ser definido, actualmente no es posible analizar todo el rango de metabolitos a través de un solo método analítico. La primera base de datos llamada METLIN para la búsqueda de valores m/z de la espectrometría de masas fue desarrollada en el 2005 por científicos en el Scripps Research Institute. En enero de 2007, investigadores de la Universidad de Alberta y la Universidad de Calgary completaron el primer borrador del metaboloma humano. Catalogaron aproximadamente 2500 metabolitos, 1200 drogas y 3500 componentes alimenticios que pueden ser encontrados en el cuerpo humano, como lo reporta la literatura. Esta información,  está disponible en la Base de Datos del Metaboloma Humano, (www.hmdb.ca) y basada en el análisis de información disponible en la literatura científica actual, está lejos de estar completa. En contraste, se sabe mucho más de los metabolomas de otros organismos. Por ejemplo, más de 50,000 metabolitos del reino vegetal han sido caracterizados, y se han caracterizado varios miles de metabolitos de plantas únicas.
Cada tipo celular y de tejido tiene una "huella" metabólica única que puede dilucidar información específica de órganos y tejidos, mientras que el estudio de los fluidos biológicos puede dar información más generalizada pero menos especializada. Los fluidos biológicos usados más comúnmente son la orina y el plasma, ya que se pueden obtener de manera no invasiva o poco invasiva, respectivamente. La facilidad de recolección de estos fluidos facilita una alta resolución temporal, y como siempre están en un equilibrio dinámico con el cuerpo, pueden ayudar a describir al organismo como un todo.

## Metabolitos
Los metabolitos son los intermediarios y los productos del metabolismo. Dentro del contexto de la metabolómica, un metabolito usualmente es definido como cualquier molécula de menos de 1 kDa de tamaño. Sin embargo, hay excepciones dependiendo en la muestra y el método de detección. Por ejemplo, macromoléculas como las lipoproteínas y la albúmina pueden detectarse con confianza en estudios metabolómicos de plasma a través de la espectroscopía RMN. En la metabolómica de plantas, es común referirse a los metabolitos como metabolitos "primarios" y "secundarios". Un metabolito primario está involucrado directamente en el crecimiento normal, el desarrollo y la reproducción. Un metabolito secundario no está involucrado directamente en ninguno de esos procesos, pero normalmente tiene una función ecológica importante. Algunos ejemplos incluyen los antibióticos y pigmentos. En contraste, en la metabolómica humana, es más común describir a los metabolitos ya sea como endógenos (producidos por el organismo) o exógenos. A los metabolitos provenientes de sustancias externas como las drogas se les llama xenometabolitos.
El metaboloma forma una gran red de reacciones metabólicas donde las salidas de una reacción química enzimática son entradas para otras reacciones del mismo tipo.

## Metabonómica
La metabonómica ha sido definida como "la medición cuantitativa de la respuesta metabólica de naturaleza dinámica y multiparamétrica de los sistemas vivos ante estímulos fisiopatológicos o bien, ante la modificación genética". El origen de la palabra es del griego μεταβολή que significa cambio y nomos que significa conjunto de reglas o leyes. Este acercamiento fue iniciado por Jeremy Nicholson en el Imperial College London y ha sido usado en toxicología, diagnóstico de enfermedades y demás campos. Históricamente, el método de la metabonómica fue uno de los primeros en aplicar la visión de la biología de sistemas para los estudios del metabolismo.
Ha existido un desacuerdo sobre las diferencias exactas entre la metabolómica y la metabonómica. La diferencia entre ellas no está relacionada con la elección de plataforma analítica: aunque a la metabonómica se le asocie más con la espectroscopia RMN y a la metabolómica con técnicas basadas en la espectrometría de masas, esto se debe simplemente a su uso entre diferentes grupos que han popularizado los diferentes términos. Mientras que no hay acuerdo absoluto, existe un consenso creciente que la 'metabolómica' tiene un mayor énfasis en el perfilado metabólico en nivel celular o de órganos y su campo de trabajo primario es el metabolismo endógeno normal. La 'metabonómica' extiende el perfilado metabólico para incluir información acerca de las perturbaciones en el metabolismo causadas por factos ambientales (incluyendo dietas y toxinas), procesos de enfermedad y contribuciones por influencias de tipo extragenómico, como los componentes de la flora intestinal. Esto no es una diferencia trivial; los estudios metabolómicos deberían, por definición, excluir las contribuciones de fuentes extragenómicas, ya que esas son externas en relación con el sistema estudiado. Sin embargo, en la práctica, particularmente en el campo de investigación de enfermedades humanas, sigue habiendo un empalme en la forma en que ambos términos son utilizados, siendo en ocasiones sinónimos.

## Tecnologías analíticas

### Métodos de separación
- La cromatografía de gases (CG), especialmente acoplada a la espectrometría de masas (método CG-EM) es uno de los métodos más poderosos y utilizados. Ofrece una resolución cromatográfica muy alta, pero requiere derivatización química para muchas biomoléculas: sólo se pueden analizar químicos volátiles sin necesidad de derivatización. Algunos instrumentos modernos permiten la cromatografía '2D', usando una columna polar corta después de la columna analítica principal, lo que incrementa aún más la resolución. También se utiliza la cromatografía comprensiva en la metabolómica. Algunos metabolitos grandes y polares no se pueden analizar por medio de cromatografía de gases.[35]

- Cromatografía líquida de alta eficacia (conocida normalmente como HPLC por sus iniciales en inglés). Comparada a la cromatografía de gases, la HPLC tiene menor resolución cromatográfica, pero tiene la importante ventaja de que tiene el potencial para medir un rango de analitos mucho mayor.[36]

- Electroforesis capilar (EC). La EC tiene una eficiencia de separación teoréticamente mayor a la de la HPLC, y es factible su uso para un rango de clases de metabolitos superior que el de la CG. Como todas las técnicas electroforéticas, es más apropiada para analitos con carga.[37]

### Métodos de detección
- La espectrometría de masas (EM) es utilizada para identificar y cuantificar metabolitos después de su separación por cromatografía de gases, HPLC, cromatografía líquida-espectrometría de masas (CL-EM), o EC. El método CG-EM es la combinación más 'natural' de ellos, y fue la primera técnica en ser desarrollada. Además, se han creado bases de datos de huellas de espectros de masa que permiten identificar un metabolito de acuerdo a su patrón de fragmentación. La EM es tanto sensible (aunque particularmente en la HPLC-EM, la sensibilidad puede ser un problema ya que es afectada por la carga en el metabolito y puede estar sujeta a efectos de supresión de iones) y puede ser muy específica. Hay un gran número de estudios que usan la tecnología EM por sí misma: la muestra es puesta directamente en el espectrómetro de masa sin separación previa, y la EM sirve tanto para separa como para detectar los metabolitos.

- El análisis de masa basado en superficie ha visto un resurgimiento en la última década, con el hecho de que las nuevas tecnologías de EM han incrementado la sensibilidad, minimizado efectos de la matriz y reduciendo la preparación de la muestra. La habilidad para analizar metabolitos directamente desde los fluidos biológicos y tejidos sigue siendo un reto con la tecnología en la actualidad, mayoritariamente por los grandes límites impuestos por la complejidad de las muestras, que contienen de miles a decenas de miles de metabolitos. Entre las tecnologías que se están desarrollando para responder a este reto está la espectrometría de masas con iniciador de nanoestructura (NIMS en inglés),[38][39] que es un enfoque basado en una desorción/ionización  que no requiere la aplicación de la matriz y por ello facilita la identificación de moléculas pequeñas (metabolitos). La tecnología MALDI también es utilizada, sin embargo la aplicación de una matriz MALDI puede agregar ruido de fondo significativo en tamaños menores a 1000 Da lo cual complica el análisis en el rango de masa pequeña (metabolitos). Además, el tamaño de los cristales de matriz resultantes limita la resolución espacial que puede ser alcanzada en el análisis de tejidos. La espectrometría de masa de ion secundario (SIMS en inglés) fue una de las primeras técnicas libres de desorción/ionización de matriz utilizada para analizar metabolitos de muestras biológicas. La SIMS usa un rayo de ion primario de alta energía para desorber y generar iones secundarios de una superficie. La mayor ventaja de la SIMS es su alta resolución espacial (tan pequeña como 50 nm), una característica poderosa para la visión de tejidos. Sin embargo, la SIMS todavía no ha sido aplicada al análisis de fluidos biológicos y de tejidos por su limitada sensibilidad a tamaños mayores de 500 Da y por la fragmentación del analito generada por el rayo de ion primario de alta energía. La ionización por electrospray de desorción (DESI) es una técnica libre de matriz para analizar muestras biológicas que usa un spray de un solvente cargado para desorber los iones de una superficie. Sus ventajas son que no requiere una superficie particular y que el análisis se realiza a presión atmosférica teniendo completo acceso a la muestra mientras se realiza el análisis. Una limitación de la DESI es su resolución espacial porque "enfocar" el spray del sorvente cargado es una tarea complicada. Sin embargo, un reciente avance llamado ESI por ablación de láser (LAESI) es prometedor para solucionar esta limitación.

- La espectroscopía de resonancia magnética nuclear es la única técnica de detección que no se basa en la separación de analitos, por lo que la muestra puede ser recuperada para análisis posteriores. Todos los tipos de metabolitos pueden ser medidos simultáneamente, es decir, la RMN está cercana a ser una técnica de detección universal. Las ventajas principales de la RMN son su alta reproducibilidad analítica y la simplicidad de la preparación de la muestra. Sin embargo, es relativamente insensible a comparación de las técnicas basadas en espectrometría de masas.[40][41]

## Métodos estadísticos
Los datos generados en la metabolómica normalmente consisten en mediciones realizadas en muestras o sujetos bajo diversas condiciones. Estas mediciones pueden ser espectros digitalizados, o una lista de niveles de metabolito. En su forma más simple, esto genera una matriz con las columnas correspondiendo a las muestras y las columnas correspondiendo a los niveles de metabolito. Varios programas estadísticos están disponibles en la actualidad para el análisis de datos tanto de la RMN y la espectrometría de masas. Para los datos de la espectrometría de masas, existe software que identifica moléculas que varían en grupos de muestras sobre la base de masa y a veces tiempo de retención, dependiendo del diseño experimental. El primer software comprensivo para analizar la conjuntos datos de metabolómica de manera global fue desarrollado en el Siuzdak laboratory en el Scripps Research Institute en el año 2006.  Este software, llamado XCMS, está disponible de manera gratuita y tiene más de 20,000 descargas desde su lanzamiento en 2006, y es uno de los programas más ampliamente citados en la literatura de la metabolómica basada en espectros de masa. XCMS ha sido sobrepasado en uso por una versión en nube llamada XCMS Online. Otros programas populares para el análisis de espectros de masa en metabolómica son MZmine, MetAlign, MathDAMP, que también compensa la desviación del tiempo de retención durante el análisis. LCMStats es un paquete para R utilizado para el análisis detallado de datos de espectrometría de masas-cromatografía líquida (LCMS en inglés) y es útil en la identificación de iones co-eluyentes, especialmente isotopologos, de una muestra metabólica compleja. Combina funciones del paquete XCMS y puede ser usado para aplicar muchas herramientas estadísticas para corregir el tiempo muerto en la detección y para la generación de mapas de calor. Los datos de la metabolómica pueden ser analizados también por métodos de proyección estadística (quimiometría) como el análisis de componentes principales y la regresión de mínimos cuadrados parciales.
Una vez que la composición metabólica es determinada, técnicas de reducción de datos pueden ser usadas para dilucidar patrones y conexiones. En muchos estudios, incluyendo aquellos que evalúan la toxicidad de medicamentos y modelos de enfermedad, los metabolitos de interés no se conocen a priori. Esto convierte en una popular primera elección a los métodos que pertenecen al tipo que no asumen nada de manera previa. Los métodos más comunes de etste tipo incluyen el análisis de componentes principales el cual puede reducir eficientemente las dimensiones de un conjunto de datos a unas pocas que expliquen las más grandes variaciones. Cuando se analiza en el espacio de menor dimensiones en este tipo de análisis, se puede detectar el aglomeramiento de muestras con huellas metabólicas similares. Este aglomeramiento puede dilucidar patrones y ayudar en la detección de biomarcadores de enfermedades - metabolitos tienen la mayor correlación con una clase.

## Aplicación de inteligencia artificial en metabolómica
Cada vez más la inteligencia artificial se está aplicando a todos los sectores de las ciencias. En mayo de 2020 se ha publicado en Analytical Chemistry, la revista de mayor impacto en química analítica, un artículo científico sobre la predicción del tiempo de retención cromatográfico en metabolomica. Este estudio, fruto de la colaboración de un laboratorio español NGAlab, el West Coast Metabolomics center en la universidad de California UC DAVIS y el centro de investigación Riken en Japón, utiliza las últimas técnicas de Machine learning como Keras y XGBoost en combinación con el software CDK para el cálculo avanzado de descriptores químicos. El software Retip es gratuitamente disponible en la página web de los desarrolladores.
La predicción del tiempo de retención aumenta la tasa de identificación en cromatografía líquida y, posteriormente, conduce a una mejor interpretación biológica de los datos de metabolómica

## Aplicaciones clave
- Evaluación de toxicidad/toxicología. El perfilado metabólico (particularmente de orina o muestras de plasma sanguíneo) detecta los cambios fisiológicos ocasionados por el insulto tóxico de un químico o mezcla de químicos. En muchos casos, los cambios observados pueden estar relacionados con síndromes particulares, por ejemplo una lesión específica en hígado o riñón. Esto es de particular relevancia para las compañías farmacéuticas que quieren probar la toxicidad de un medicamento candidato: si un compuesto puede ser eliminado antes de que alcance la etapa de ensayo clínico con la justificación de toxicidad adversa, se ahorra un enorme gasto en los ensayos.[34]

- Genómica funcional. La metabolómica puede ser una excelente herramienta para la determinación del fenotipo generado por una manipulación genética, como la inserción o deleción de un gen. A veces esto puede ser una gran meta en sí, por ejemplo, detectar cualquier cambio fenotípico en una planta genéticamente modificada creada para el consumo humano o animal. Más interesante es el prospecto de poder predecir la función de genes desconocidos a través de comparación con las perturbaciones metabólicas ocasionadas por la inserción o deleción de genes conocidos. Este tipo de avances probablemente provendrán de organismos modelo como Saccharomyces cerevisiae y Arabidopsis thaliana. El laboratorio Benjamin Cravatt III en el Scripps Research Institute ha aplicado recientemente esta tecnología a sistemas mamíferos identificando los N-aciltaurinos como sustratos endógenos previamente no caracterizados para la enzima hidrolasa de amidas de ácidos grasos (FAAH en inglés) y a los éteres de monoalquilglicerol (MAGEs en inglés) como sustratos endógenos para la hidrolasa no caracterizada KIAA1363.[52][53]

- La nutrigenómica es un término generalizado que liga a la genómica, transcriptómica, proteómica y metabolómica con la nutrición humana. En general un metaboloma en un cuerpo dado es influido por factores endógenos como la edad, sexo, complexión y genéticas así como patologías subyacentes. La flora intestinal del intestino grueso es también una potencial fuente de confusión muy significante en los perfiles metabólicos y pudiera ser clasificada ya sea como un factor endógeno o exógeno. Los factores exógenos principales son la dieta y las drogas. La dieta puede separarse en nutrientes y no-nutrientes. La metabolómica es un modo para determinar un punto biológico o huella metabólica que refleje el equilibrio de todos esos factores en el metabolismo de un individuo.[54]

### Metabolómica ambiental
- La metabolómica ambiental Archivado el 15 de diciembre de 2019 en Wayback Machine. es la aplicación de la metabolómica para caracterizar las interacciones de los organismos con su ambiente. Este acercamiento tiene muchas ventajas para estudiar las interacciones organismo-medio y para evaluar salud y función del organismo a nivel molecular. Así, el número de aplicaciones que la metabolómica está encontrando para las ciencias del medio ambiente va en aumento, desde entender las respuestas de los organismos a presiones abióticas hasta sus respuestas hacia otros sistemas vivos. Esas interacciones pueden ser estudiadas desde individuos hasta poblaciones, que pueden ser relacionadas con los campos tradicionales de la ecofisiología y la ecología, y pueden abarcar desde efectos instantáneos hasta aquellos en escalas de tiempo evolutivas, permitiendo así estudios de adaptación genética.[55][56]

## Mayor información
- Tomita M, Nishioka T (2005). Metabolomics: The Frontier of Systems Biology. Springer. ISBN 4-431-25121-9.
- Weckwerth, Wolfram (2006). Metabolomics: Methods And Protocols (Methods in Molecular Biology). Humana Press. ISBN 1-588-29561-3. OCLC 493824826.
- Fan TW, Lorkiewicz PK, Sellers K, Moseley HN, Higashi RM, Lane AN (Marzo del 2012). «Stable isotope-resolved metabolomics and applications for drug development». Pharmacol. Ther. 133 (3): 366-91. PMC 3471671. PMID 22212615. doi:10.1016/j.pharmthera.2011.12.007.
- Ellis DI, Goodacre R (2006). «Metabolic fingerprinting in disease diagnosis: biomedical applications of infrared and Raman spectroscopy». Analyst 131 (8): 875-885. Bibcode:2006Ana...131..875E. PMID 17028718. doi:10.1039/b602376m.
- Claudino WM, Quatronne A, Pestrim M, Biganzoli L, Bertini, Di Leo A (2007). «Metabolomics: Available results, current research projects in breast cancer, and future applications». J Clin Oncol 25 (19): 2840-6. PMID 17502626. doi:10.1200/JCO.2006.09.7550. Archivado desde el original el 18 de octubre de 2008. Consultado el 13 de febrero de 2015.
- Ellis DI, Dunn WB, Griffin JL, Allwood JW, Goodacre R (2007). «Metabolic fingerprinting as a diagnostic tool». Pharmacogenomics 8 (9): 1243-1266. PMID 17924839. doi:10.2217/14622416.8.9.1243.
- Bundy JG, Davey MP, Viant, MR (2009). «Environmental metabolomics: A critical review and future perspectives». Metabolomics 5: 3-21. doi:10.1007/s11306-008-0152-0. Archivado desde el original el 15 de diciembre de 2019. Consultado el 13 de febrero de 2015.
- Kenneth Haug, Reza M. Salek, Pablo Conesa, Janna Hastings, Paula de Matos, Mark Rijnbeek, Tejasvi Mahendrakar, Mark Williams, Steffen Neumann, Philippe Rocca-Serra, Eamonn Maguire, Alejandra González-Beltrán, Susanna-Assunta Sansone, Julian L. Griffin and Christoph Steinbeck. (2013). «MetaboLights-- an open-access general-purpose repository for metabolomics studies and associated meta-data.». Nucl. Acids Res. 41 (D1) (Database issue): D781-D786. PMID 23109552. doi:10.1093/nar/gks1004.